# Vincenzo Rappa
Vincenzo Rappa (Borgetto, 8 aprile 1922 – Palermo, 28 marzo 2009) è stato un imprenditore italiano.

## Biografia
Nato a Borgetto, in provincia di Palermo, nel 1922, iniziò la sua attività imprenditoriale negli anni cinquanta nei settori dell'edilizia e del commercio delle auto di lusso.
La sua ascesa economica, che gli permise di diventare uno dei maggiori imprenditori del capoluogo siciliano, si verificò tra la seconda metà degli anni settanta e gli inizi degli anni ottanta, periodo in cui diversificò le sue attività: nel 1976, Rappa, assieme al figlio primogenito Filippo, fondò a Palermo la società Tele Radio del Mediterraneo, che l'anno seguente lanciò TRM, una delle prime reti televisive private sorte in Sicilia, e in particolare nel capoluogo. Fece ingresso anche nel settore immobiliare, con l'acquisizione, tra gli altri, della IRSALA S.r.l. (1977) e della Benso S.r.l. (1988), quest'ultima proprietaria di un palazzo settecentesco, in precedenza appartenuto alle nobili famiglie Branciforte e Lanza, divenuto sede del TAR della Sicilia.
Sposato e padre di tre figli, è morto a Palermo nel 2009, all'età di 87 anni.

### Controversie
Nel 2000, Rappa venne condannato in primo grado dal Tribunale di Palermo a 12 anni di reclusione per i reati di concorso esterno in associazione mafiosa e riciclaggio, ridotti a 8 per effetto del rito abbreviato. La pena venne ulteriormente ridotta a 4 anni di reclusione con sentenza emessa nel 2004, e resa definitiva tre anni più tardi, nel 2007. Il procedimento a suo carico aveva avuto inizio nel 1987 con l'arresto suo e del figlio Filippo (che venne prosciolto da ogni imputazione), nell'ambito di un'inchiesta della Procura della Repubblica del Tribunale di Palermo che riguardava gli affari della loro impresa di costruzioni con altri gruppi del settore, Sbeglia, Pecora e Gambino. Affari che secondo le tesi degli inquirenti si svolgevano sotto l'egida del politico democristiano Salvo Lima e con il favore dei boss mafiosi Francesco Madonia e Raffaele Ganci, rispettivamente capi delle cosche di Resuttana e della Noce.
Il nome di Rappa comparve nelle dichiarazioni rese nel 1997 da alcuni collaboratori di giustizia, tra cui Salvatore Cancemi, Giovanni Brusca, Antonino Avitabile, Calogero Ganci, Francesco Paolo Anzelmo e Nino Galliano, che lo indicarono anche come colui che riscuoteva il denaro delle estorsioni praticate ai danni di numerosi imprenditori e commercianti palermitani, per conto delle cosche. Oltre che con Ganci e Madonia, all'imprenditore furono attribuiti stretti rapporti anche con Francesco Rappa, capomafia di Borgetto, con cui malgrado l'omonimia non vi erano legami di parentela.
Nel 2018, la DIA di Palermo ha eseguito un provvedimento di confisca dell'ingente patrimonio di Rappa, quantificato a oltre 200 milioni di euro, che comprendeva 3 aziende di costruzioni, una società finanziaria, quote di partecipazione in altre società, 183 immobili, un intero edificio di otto piani, rapporti bancari e disponibilità finanziarie.